# Gourdon-Murat
Gourdon-Murat är en kommun i departementet Corrèze i regionen Nouvelle-Aquitaine i de centrala delarna av Frankrike. Kommunen ligger  i kantonen Bugeat som tillhör arrondissementet Ussel. År 2022 hade Gourdon-Murat 85 invånare.

## Befolkningsutveckling
Antalet invånare i kommunen Gourdon-Murat
Referens:INSEE